# Kortney Kane
Kortney Kane (Columbia, Carolina del Sur; 31 de julio de 1986) es una actriz pornográfica estadounidense.

## Biografía
Kourtney Kane, cuyo nombre de nacimiento es Hannah Kingry, nació en julio de 1986 en Columbia, ciudad ubicada en el condado de Richland, en el estado estadounidense de Carolina del Sur. Su primer trabajo fue como secretaria y portero en un instituto. Posteriormente, trabajó como bartender en un club de estriptis.
Entró en la industria pornográfica en diciembre de 2009, a los 23 años de edad, después de conocer en el club en el que trabajaba a algunas actrices porno, quienes la animaron y la ayudaron a ponerse en contacto con una agencia.
Empezó a realizar sus primeras escenas, de temática hardcore, en 2010, grabando películas para productoras como Brazzers, Penthouse, Wicked Pictures, Adam & Eve, Zero Tolerance, Naughty America, Reality Kings, Evil Angel, Elegant Angel o Private.
En 2012 fue nominada en los Premios XBIZ en la categoría de Mejor actriz revelación.
En 2013 recibió en los Premios AVN otra nominación en la categoría de Artista femenina no reconocida del año.
En octubre de ese mismo año fue proclamada Pet of the Month por la revista Penthouse.
Retirada en 2017, llegó a rodar cerca de 330 películas como actriz.
Algunas películas de su filmografía son 2 Chicks Same Time 8, Big Tit Certified, Boom Boom Flick 4, Breast Obsessed, Fantasy Fuck, First Day Jitters 2, Fucked Up Handjobs 8, My Dad's Hot Girlfriend 7, My First Time, Nuru Night Swimming, Rack Jobs, Revenge Cuckold, Swimsuit Calendar Girls 2013, o True Passion.

## Premios y nominaciones
| Año  | Ceremonia      | Resultado | Premio                                    | Trabajo                  |
| ---- | -------------- | --------- | ----------------------------------------- | ------------------------ |
| 2012 | Premios AVN    | Nominada  | Mejor cuerpo                              | —                        |
| 2012 | Nightmoves     | Nominada  | Best Overall Body                         | —                        |
| 2012 | Juliland Award | Ganadora  | Rookie of the Year                        | —                        |
| 2012 | Premios XBIZ   | Nominada  | Mejor actriz revelación                   | —                        |
| 2013 | Premios AVN    | Nominada  | Artista femenina no reconocida del año    | —                        |
| 2013 | Premios AVN    | Nominada  | Mejor sitio web de una actriz             | KortneyKane.com          |
| 2013 | Sex Awards     | Nominada  | Porn's Best Body                          | —                        |
| 2013 | Sex Awards     | Nominada  | Sexiest Adult Star                        | —                        |
| 2013 | The Fannys     | Nominada  | Most Underrated Star                      | —                        |
| 2013 | Premios XBIZ   | Nominada  | Mejor escena de sexo en película vignette | Tonight's Girlfriend 7   |
| 2013 | Premios XBIZ   | Nominada  | Sitio web del año                         | KortneyKane.com          |
| 2013 | Premios XRCO   | Nominada  | Unsung Siren of the Year                  | —                        |
| 2015 | Premios AVN    | Nominada  | Premio fan: Mejores pechos                | —                        |
| 2015 | Premios XBIZ   | Nominada  | Mejor escena en lanzamiento vignette      | Pornstars Like It Big 18 |